# Userneeds
Userneeds A/S var en dansk virksomhed, der udførte statistiske undersøgelser på internettet. Den blev etableret i 2001 som et anpartsselskab af David Jacob Jensen og Henrik Vincentz.
Frem til 2004 var det primære fokus på at forbedre websiderne for andre virksomheder. Herefter blev fokus omlagt, så man også beskæftigede sig med statistiske målinger. Ledelsen vurderede, at dette marked ville vokse betragteligt i de kommende år, hvilket man ønskede at udnytte.
Siden omlægningen er der blevet fokuseret på at etablere meget store forbrugerpaneler. Således udgjorde det danske panel i 2005 65.000 personer og var i 2008 vokset til 100.000 personer.
I 2007 blev Userneeds ApS konverteret til aktieselskabet Userneeds A/S
Efterhånden er aktiviteterne blevet udvidet til 7 europæiske lande, herunder de nordiske lande (med undtagelse af Island) og besad i 2019 et forbrugerpanel med i alt flere end 300.000 personer.
Selskabet blev i januar 2022 opkøbt af norske Norstat og har siden fungeret under dette navn.